# 湖畔の宿 (曲)
「湖畔の宿」（こはんのやど）は1940年（昭和15年）に高峰三枝子が唄いヒットした歌謡曲。作詞は佐藤惣之助、作曲は服部良一。

## 概要
歌詞は「山のさびしい湖に一人来たのも悲しい心（中略）書いてまた消す湖畔の便り（歌詞の一部を抜粋）」などと唄い、曲中で高峰三枝子のモノローグが挿入される。
曲は1940年の2月22日には完成していたが、戦時色がないとの理由でレコード会社が難色を示し、発売は晩春頃となった。当初、レコード会社はほとんど宣伝せず、放送でも流れなかったが、次第にオフィス務めの若い女性の間で歌われるようになる。その後、前線の兵士からのリクエストに応じる形でラジオ番組では高峰にこの曲を歌わせるようになり、最終的には内地でも大ヒットしたという。
曲はヒットしたが、感傷的な曲調と詞の内容が日中戦争戦時下の時勢に適さないとして、まもなく発売禁止となった。しかし前線の兵士には人気があり、慰問でも多くのリクエストがあったという。但し、作曲者が「発禁処分は実際にはなかった」と証言したとの話もある。
発売当時のレコード売上については、30万枚近いレコードが製造されたとも、作曲者による「60万枚売れた」という証言もある。
1961年には森サカエがカバーし、こちらもヒットした。
1975年放送の桃屋「ごはんですよ!」のテレビCM「懐メロ篇」において三木のり平が「湖畔の宿」を歌った。

## 曲の舞台
歌詞の中では、「湖」がどこであるのかは具体的な言及はない。当時から曲の舞台についてはさまざまな憶測がなされ、諏訪湖（長野県）、浜名湖（静岡県）、山中湖（山梨県）などが候補とされてきた。歌い手の高峰は芦ノ湖（神奈川県）をイメージしていた。
作詞者の佐藤惣之助は、群馬県前橋市出身の萩原朔太郎と交流があり、朔太郎の妹と再婚していた。1934年（昭和9年）には群馬県を代表する赤城山をモチーフにした「赤城の子守唄」を大ヒットさせている。惣之助によると、「湖畔の宿」は榛名湖をモチーフにして作詞したものであった。当時の榛名湖はまだ山奥の人里離れた湖で、湖畔には一軒宿の「湖畔亭」があるのみだった。惣之助は1942年に没する直前に、「湖畔亭」の仲居にあてて手紙を送り、その中で「『湖畔の宿』」榛名湖のこと（中略）宿は湖畔亭にしておこう。」と記し、榛名湖をイメージして作曲したことを明かしていた。
しかし、この手紙が発見されて経緯が公表されたのは1988年（昭和63年）になってからだった。榛名湖の地元では、「湖畔の宿」を観光客誘致に活かそうと、湖畔に「湖畔の宿記念公園」を整備した。ここには近づくと自動的に曲が流れる歌碑や、ハンドルを引くと曲が流れるフェンスなどが設けられている。

## カバー
- 舟木一夫（1969年のアルバム『ひとりぼっち 第3集 舟木一夫懐しの歌』(ALS-4419)に収録）
- 鮫島有美子（1990年のアルバム『白い花の咲く頃 日本抒情歌集Vol.2』(COCO-6862)に収録）
- 石原詢子（2013年のアルバム『我がこころの愛唱歌〜夢と希望に満ちてたあの時代〜』、2014年のCD-BOX『石原詢子 時代のうた』に収録）